# Endosymbiotische genoverdracht
Endosymbiotische genoverdracht (EGT) is het proces, waarbij in het geval van endosymbiose erfelijk materiaal van de endosymbiont wordt overgedragen naar de celkern van de gastheer.
Endosymbiose leidt in het geval van endosymbiotische genoverdracht tot een zo nauwe band tussen beide symbiotische partners, dat er een nieuw organisme is ontstaan in een proces dat symbiogenese heet. Dit is de meest nauwe vorm van symbiose: endocytobiose, waarbij een endosymbiotische partner intracellulair in een gastheer leeft. Door endosymbiotische genenoverdracht wordt vaak een gedeelte van het erfelijke materiaal van de endosymbiont overgedragen aan het cytoplasma en de celkern van de gastheer. De gastheer levert de voor de endosymbiont noodzakelijke eiwitten.
De vorming van een endosymbiotische relatie bij protisten (eencellige eukaryoten) wordt waarschijnlijk bevorderd door de aanvulling op de beperkte metabolische mogelijkhedenen van de gastheer en de biochemische veelzijdigheid van de endosymbiont, waardoor de gastheer de mogelijkheden krijgt te gedijen in een niet eerder beschikbaar milieu of niet eerder beschikbaar voedsel.